# Morlincourt
Morlincourt é uma comuna francesa na região administrativa de Altos da França, no departamento de Oise. Estende-se por uma área de 3,42 km². Em 2010 a comuna tinha 551 habitantes (densidade: 161,1 hab./km²).